# Пушкин, Григорий Григорьевич (1913—1997)
Григорий Григорьевич Пушкин (6 или 19 декабря 1913 — 17 октября 1997) — участник Советско-финской войны и Великой Отечественной войны. Сотрудник МУРа. Правнук поэта Александра Сергеевича Пушкина.

## Биография

### Детство и юность
Родился 6 декабря 1913 года в селе Лопасня (по другим данным родился 19 декабря того же года в Нарве) в семье полковника Российской императорской армии Григория Александровича и Юлии Николаевны Пушкиных. Был назван в честь основателя рода Пушкиных — Григория Александровича Пушки. Помимо него в семье было ещё четверо детей.
После начала Первой мировой войны, его отец — Григорий Александрович, ушёл на фронт. Во время Гражданской войны вступил в ряды Красной армии. После смерти тёти отца Марии Гартунг (дочери Александра Пушкина) в 1919 году, Григорий Александрович унаследовал «Дневник» Александра Пушкина, но уже в июне того же года Григорий Александрович был отправлен воевать против Белой армии на Южный фронт и отдал «Дневник» жене, которая в августе 1919 года передала «Дневник» Румянцевскому музею за 40 000 керенками.
В 1920 году Григорий, вместе со своим старшим братом Сергеем (1912—1920) обнаружили в клетке, в которой содержалась канарейка, голубоватый листок на котором с трудом можно было прочитать «Пушкинъ». В итоге оказалось что это утерянная рукопись Александра Пушкина — «История Петра Великого». Остальную же часть рукописи удалось найти на чердаке в незапертом сундуке, из которого горничная Груша вытягивала листки и клала канарейкам. Впервые эта рукопись была опубликована в 1938 году.
В 1921 году Григорий Александрович был демобилизован из-за контузии.

### Учёба и начало трудовой деятельности
Мать работала в школе-семилетке, в которую поступил Григорий в возрасте 12 лет сразу в пятый класс. Отец работал бухгалтером в местном сельпо. До 1927 года семья жила в Лопасном. С 1929 по 1932 год семья жила в поселке Новый Быт, близ Лопасного. В 1932 году семья переехал в Москву, где Григорию Александровичу как внуку А. С. Пушкина Моссоветом была предоставлена пятикомнатная квартира. В Москве отец работал научным сотрудником Рукописного Пушкинского отдела Государственной библиотеки СССР.
Окончил сельскохозяйственный техникум, по специальности зоотехника. После окончания техникума работал в микробиологической лаборатории Всесоюзного института животноводства.

### Служба в Красной армии и довоенная служба в МУРе
В 1934 году Григорий Пушкин был призван по спецнабору в Красную армию. Служил в 17-м стрелковом полку рядовым. Этот полк подчинялся Генриху Ягоде. Вначале служил в Виннице (Украина), затем в Славутиче. В 1939 году участвовал в Польском походе Красной армии, в результате которого были присоединены Западная Белоруссия и Западная Украина. Также участвовал в Советско-финской войне.
В 1937 году Советский Союз отмечал столетие со дня гибели Александра Сергеевича Пушкина. На торжественное собрание в Большом театре был приглашён и Григорий Григорьевич.

Я сидел в президиуме рядом с Ворошиловым, Нарком обороны живо интересовался моей службой. Потом по указанию Климента Ефремовича командир полка предоставил мне краткосрочный отпуск, чтобы я мог посетить пушкинские места. Тогда в ограде Святогорского монастыря я впервые возложил цветы на могилу своего прадеда.
— Григорий Григорьевич Пушкин
В том же году посетил Всесоюзную Пушкинскую выставку, проводившуюся в Государственном историческом музее в Москве.
В 1940 году по путевке райкома комсомола был отправлен служить в уголовном розыске в Октябрьском РОВД города Москва. В этом Григория поддержал его отец, который скончался 1 сентября того же года. Пушкин отличался своей старательностью, в связи с чем в его характеристике была сделана соответствующая пометка — «Проявляет большое желание глубоко познать обязанности оперативного уполномоченного». В июне 1941 года лейтенант Григорий Пушкин был назначен заместителем начальника уголовного розыска РОВД.

### Великая Отечественная война
На фронтах Великой Отечественной войны с 27 июня 1941 года по 20 января 1942 года — партизанил в Нарофоминском и Волоколамском районах. Разведчик партизанского отряда и работник РО милиции г. Москвы.
С 20 января 1942 года воюет на Северо-Западном фронте. Контужен.
7 декабря 1942 года призван в ряды РККА Октябрьским РВК г. Москвы.
Приказом ВС Северо-Западного фронта №: 14/н от 15.06.1943 года старшина 3-й батареи 4-го взвода десантного гвардейского артполка 1-й гвардейской воздушно-десантной дивизии гвардии старшина Пушкин награждён орденом Отечественной войны 2-й степени за захват 2 языков и уничтожение нескольких десятков солдат противника во время выполнения боевого задания.
В октябре 1944 года обучался в Московском военно-политическом училище им. В. И. Ленина. Награждён медалью «За оборону Москвы».
Демобилизован 26 сентября 1946 г.

### После войны
В 1985 году награждён орденом Отечественной войны 2-й степени.
Похоронен на 25 участке Ваганьковского кладбища.

## Семья
- Первая жена (с 1934) Клавдия Сергеевна Мазина (1914—1999)[14], развелись после смерти сына.

- Сын — Александр Григорьевич Пушкин (1936—1942) — первоначально ребёнка хотели назвать Юрием, но назвали Александром в связи с тем, что по радио было объявлено, что праправнука поэта Пушкина назвали Александром. Скончался 7 сентября 1942 года в Ульяновске от воспаления лёгких. Похоронен на Воскресенском некрополе.
- Дочь — Юлия Григорьевна Пушкина (род. 1939).

- Вторая жена — Мария Ивановна Осипова (ум. 1991)[1], вдова погибшего друга Григория Пушкина, инспектора уголовного розыска Александра Ростина. Бракосочетание состоялось в 1946 году[2].

- Падчерица — Светлана — дочь Марии Осиповой от первого брака, в 1946 году была удочерена Григорием Пушкиным. Ухаживала за отчимом в последние годы его жизни.
- Сын — Александр Григорьевич Пушкин (1951—1992) — шофёр в КГБ. Скончался от гипертонического криза.

## Награды
- Орден Отечественной войны 1-й степени[1];
- Орден Отечественной войны 2-й степени[1][2][3];
- Орден Красной Звезды[1][2][3];
- Медаль «За оборону Москвы»[1][2];
- Медаль «За победу над Германией в Великой Отечественной войне 1941-1945 гг.»[1][2].